# متأسفم برای الان
"متاسفم برای الان" (به انگلیسی: Sorry For Now) یک ترانه از گروه لینکین پارک است؛ "متاسفم برای الان" هفتمین ترانه از آلبوم یک نور دیگر می‌باشد.

## رتبه در جدول
| جدول سال ۲۰۱۷    | رتبه |
| جمهوری چک (IFPI) | ۶۷   |
| آمریکا (بیلبورد) | ۴۱   |
| ---------------- | ---- |